# Miejscowości na Bonaire
Miejscowości na Bonaire – na wyspie Bonaire rozróżnia się następujące typy miejscowości (nld. kern):
- miasto (stad)
- dzielnica miasta (wijk)
- dzielnica wsi (buurt)
- osada (nederzetting)

Sześciopromienna gwiazda we fladze Bonaire reprezentuje sześć miejscowości, które zostały na początku założone na wyspie: Entrejol Pabou, Nikiboko, Noord Saliña, Playa, Rincon i Tera Kora. Przez lata ze wzrostem populacji oraz urbanizacji pięć z nich zostały przyłączone do stolicy wyspy Kralendijk. Tylko Rincon, który znajduje się w północno-środkowej części wyspy, pozostał oddzielną wsią.
Według danych pochodzących z 1 stycznia 2020 roku Bonaire, jako gmina zamorska Holandii, posiadała siedem miejscowości o ludności przekraczającej 1 tys. mieszkańców. Stolica kraju Kralendijk jako jedyne miasto liczyło ponad 15 tys. mieszkańców; reszta miejscowości liczy poniżej 1 tys. mieszkańców.

## Największe miejscowości na Bonaire
Największe miejscowości na Bonaire według liczby mieszkańców (1 stycznia 2020):
| L.p. | Nazwa           | Status           | Liczba ludności |
| ---- | --------------- | ---------------- | --------------- |
| 1.   | Kralendijk      | miasto (stad)    | 19.011          |
| 2.   | Nikiboko        | dzielnica (wijk) | 3.475           |
| 3.   | Entrejol Pariba | dzielnica (wijk) | 2.999           |
| 4.   | Tera Kora       | dzielnica (wijk) | 1.788           |
| 5.   | Playa Pabou     | dzielnica (wijk) | 1.554           |
| 6.   | Noord Saliña    | dzielnica (wijk) | 1.332           |
| 7.   | Entrejol Pariba | dzielnica (wijk) | 1.178           |
| 8.   | Playa Pariba    | dzielnica (wijk) | 1.134           |

## Alfabetyczna lista miejscowości na Bonaire

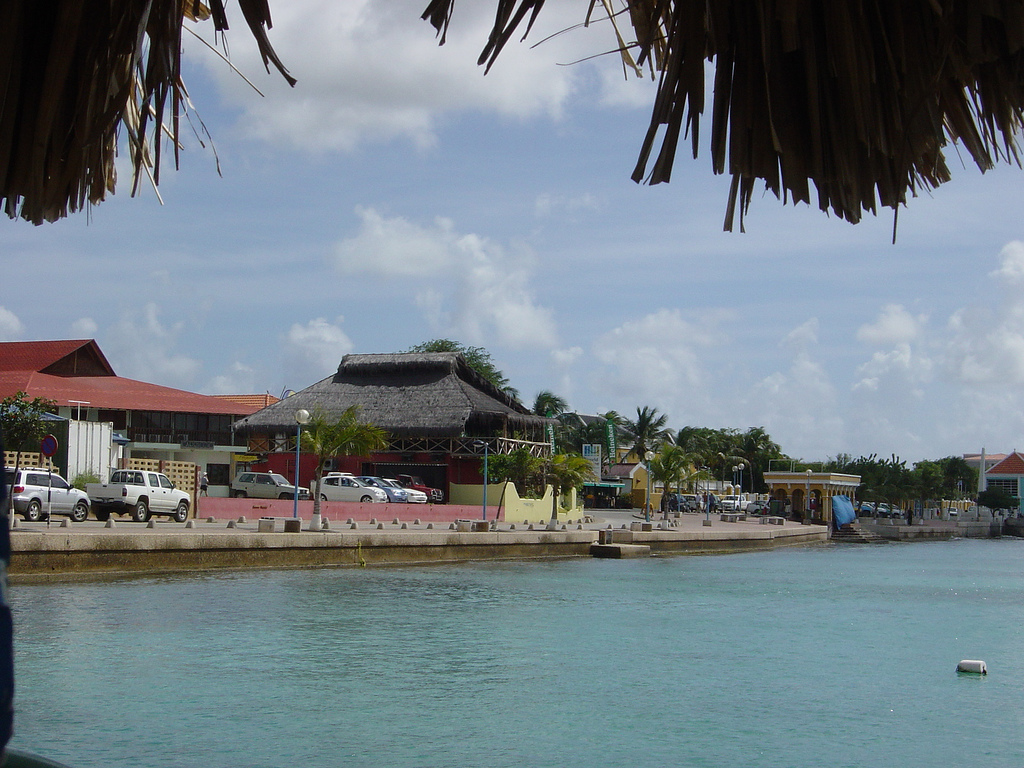
Kralendijk

Spis miejscowości Bonaire:
- Boven Bolivia
- Kralendijk
  - Amboina
  - Belnem
  - Entrejol Pabou
  - Entrejol Pariba
  - Guatemala
  - Hato
  - Lagun Hill
  - Lima
  - Mexico
  - Nawati Noord
  - Nawati Zuid
  - Nikiboko
  - Noord Saliña
  - Playa
  - Playa Pabou
  - Playa Pariba
  - Sabadeco
  - Sabana
  - Santa Barbara
  - Tera Kora
- Rincon
  - Rincon Noord
  - Rincon Zuid